# 박스데일 공군기지

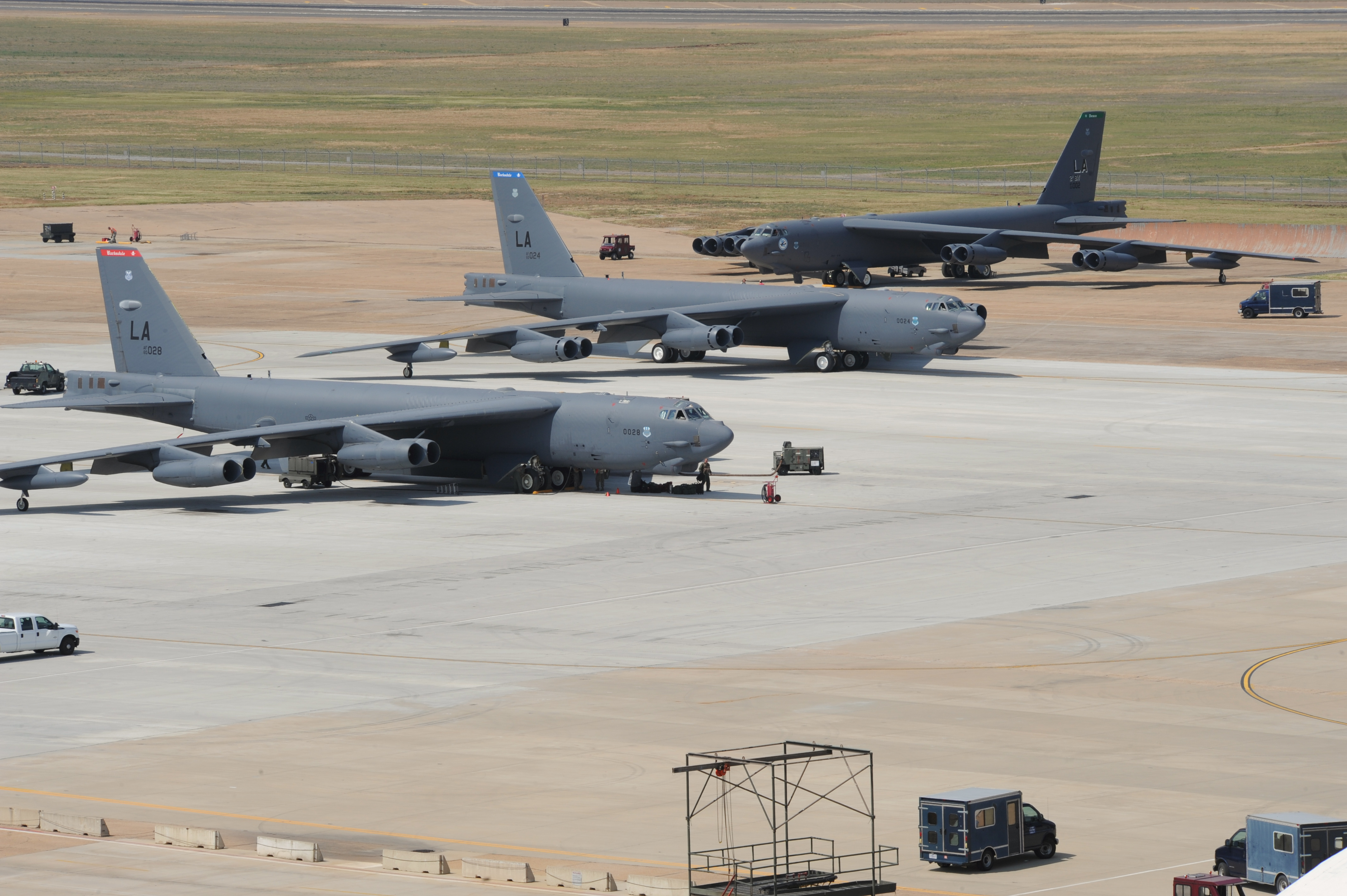
2012년 훈련중인 박스데일의 B-52H 전략폭격기

박스데일 공군기지(영어: Barksdale Air Force Base, IATA: BAD, ICAO: KBAD, FAA LID: BAD)는 미국 루이지애나주 북서부에 위치한 미국 공군의 기지이다.

## 역사
1932년 박스데일 비행장이 건설되었다. 1차대전에 참전했으며, 시험비행 도중 사망한 테스트 파일럿 유진 호이 박스데일 중위(1896-1926)의 이름을 땄다.
박스데일은 1926년 8월 11일, 더글러스 O-2 관측기의 회전 성능을 시험하다가 사망했다. 수평 회전(flat spin)이 회복되지 않자, 탈출을 하였는데, 낙하산이 비행기 날개의 와이어 강철선에 걸렸다. 그래서 낙하산 없이 추락하여 사망했다. 알링턴 국립묘지에 묻혔다.

## B-52
박스데일에는 제2 폭격 비행단이 주둔해 있다. 미국 공군의 가장 오래된 폭격 비행단으로서, 지구권타격사령부(AFGSC) 산하 제8공군에 배속되어 있다. 비행단은 3개의 비행대대가 있으며, 모두 B-52H 44대로 구성된다.
2017년 10월 23일, 도널드 트럼프 대통령은 "여러분이 믿지 못할 정도로 (북핵 문제와 관련해) 정말 잘 준비돼 있다."고 말했다. 그리고 동시에 미국 언론에서는 1991년 소련이 멸망하면서 비상대기가 해제된 B-52 전략핵폭격기가 핵무장을 이미 완료한 채로 루이지애나 박스데일 공군기지 끝에 24시간 비상대기를 시작했다고 보도되었다. 그러나 미국 국방부는 비상대기는 없다고 공식 부인했다.

## 같이 보기
- 미국 공군 지구권 타격 사령부
- 전투기
- 폭격기